# Mangoky
Il Mangoky è un fiume lungo 564 km che scorre nel Madagascar sud-occidentale.
Origina nella regione degli altipiani centrali del Madagascar, subito ad est della città di Fianarantsoa (Provincia di Fianarantsoa), alla confluenza dei fiumi Matsiatra e Mananantanana.
Sfocia, con un grande delta, nel Canale del Mozambico, a nord della città di Morombe (Provincia di Toliara). La costa dell'estuario ospita una delle aree di foresta litoranea a mangrovie più estese del Madagascar .
Il fiume rappresenta il confine nord-occidentale dell'ecoregione della foresta spinosa.